# Persipan
Persipan (dolazi od latinske riječi Persicus (breskva) i Marzipan, a poznat je i kao Parzipan) je materijal koji se koristi za spravljanje tvrdih slastica i figurica koje nalikuju hrani, po čemu je dosta sličan marcipanu, no u persipan se dodaju sjemenke breskve ili marelice, za zamjenu umjesto badema. Persipan se proizvodi u Njemačkoj, pri čemu persipan sadrži oko 40% sjemenki marelice ili breskve te otprilike 65% šećera, a obično sadrži 0,5% škroba. Sve se češće koristi umjesto marcipana za pravljenje peciva te slatke hrane. Kora je normalnija ne koristi li se i u ostalim trenutcima, kao što je pravljenje slastice persipanom pomiješano s nešto marcipana.